# Oil of Every Pearl’s Un-Insides
Oil of Every Pearl’s Un-Insides (стилизовано под маюскул) — дебютный и единственный выпущенный при жизни студийный альбом шотландской певицы, продюсера, автора песен и диджея Sophie. Пластинка была выпущена 15 июня 2018 года на лейблах Transgressive, Future Classic и MSMSMSM. Oil of Every Pearl’s Un-Insides был номинирован как «лучший танцевальный/электронный альбом» во время 61-й церемонии премии «Грэмми».
Согласно Spin, название пластинки расшифровывается как «I love every person’s insides» (с англ. — «Я люблю нутро каждого человека»). Ремиксовый альбом Oil of Every Pearl’s Un-Insides Non-Stop Remix Album был выпущен в июле 2019 года.

## Синглы
В рамках продвижения альбома было выпущено три сингла — «It’s Okay to Cry», «Ponyboy» и «Faceshopping». Лид-сингл «It’s Okay to Cry» был выпущен вместе с музыкальным видео, в котором голая Софи поёт перед камерой в студии за цифровым небом и радугой. Видео ознаменовало «первое полноценное публичное появление Софи».
Второй сингл, «Ponyboy», был выпущен в декабре 2017 года. Для музыкального видео Софи работала с коллективом FlucT, чтобы поставить хореографию «театрализованного ménage à trois». Третий и последний сингл «Faceshopping» посвящён гендерным вопросам, красоте и телу, а также включает в себя дополнительный вокал от Cecile Believe. Сопровождающий трек музыкальный клип изображает искажённое лицо Sophie.

## Композиция
Вступительный трек «It’s Okay to Cry» — это баллада, которая начинается с того, что Софи мягко и душевно поёт с синтезаторными аранжировками в стиле 80-х, прежде чем песня усиливается, а вокал Софи превращается в вопль. Это была первая песня Софи, где она выступала в качестве певицы и автора текста, а музыкальное видео являлись публичным каминг-аутом Софи, как трансгендер. «Ponyboy» и «Faceshopping» — игриво-агрессивные и гиперактивные треки, в которых меняется высоты тона и затрагиваются темы трансгендерной идентичности и трансгуманизма. Oil of Every Pearl’s Un-Insides включает в себя эклектичный набор жанров и стилей, включая авангард, индастриал, глитч-музыку, электро, эмбиент, дэнс-поп, EDM, эмбиент-хаус, индастриал-техно, дроун, синти-поп, евродэнс, современный R&B и дрим-поп.

## Приём

### Рецензии
| Совокупная оценка | Совокупная оценка |
| Источник          | Оценка            |
| ----------------- | ----------------- |
| Album of the Year | 83/100            |
| AnyDecentMusic?   | 8.2/10            |
| Metacritic        | 86/100            |
| Оценки критиков   |                   |
| Источник          | Оценка            |
| AllMusic          | [ 27 ]            |
| Exclaim!          | 9/10              |
| The Guardian      | [ 28 ]            |
| NME               | [ 29 ]            |
| Tiny Mix Tapes    | [ 30 ]            |
| Pitchfork         | 8.6/10            |
| Q                 | [ 31 ]            |
| Rolling Stone     | [ 2 ]             |
| The Times         | [ 32 ]            |
| Vice              | A−                |

Альбом был встречен положительными оценками. Издание Pitchfork похвалило пластинку, назвав её «растянутой и красивой, но при этом сохранившей дезориентирующий, латексно-поповый оттенок увлекательной техники продюсирование». Питер Булос из Exclaim! выразил мнение, что звучание альбома скорее всего никто не сможет повторить: «Это та музыка, на которую через 20 лет мы будем смотреть как на поворотный момент в изменении траектории звучания поп-музыки».
Издание AllMusic сравнило альбом с предыдущей пластинкой Sophie Product, заявив, что «исполнительница никогда не бывает нерешительной, поскольку она доводит свои звуки и концепции до крайностей. Там, где Product похож на сборник инопланетных поп-хитов, Oil of Every Pearl’s Un-Insides изобилует интерлюдиями, пассажами и важными высказываниями, что делает запись столь же впечатляющей, сколь и захватывающей».

### Награды и номинации
| Номинатор      | Категория                               | Результат | Примечания |
| -------------- | --------------------------------------- | --------- | ---------- |
| Crack Magazine | Топ 50 альбомов 2018                    | 1         | [ 34 ]     |
| Noisey         | Топ 100 лучших альбомов 2018            | 31        | [ 35 ]     |
| Pitchfork      | 50 лучших альбомов 2018                 | 18        | [ 36 ]     |
| Stereogum      | 10 лучших электронных альбомов 2018     | 1         | [ 37 ]     |
| Uproxx         | 20 поп-альбомов, популярных в 2018 году | 19        | [ 38 ]     |

| Номинатор | Категория                  | Результат | Примечания |
| --------- | -------------------------- | --------- | ---------- |
| Allmusic  | Обзор десятилетия          | -         | [ 39 ]     |
| Pitchfork | 200 лучших альбомов 2010-х | 74        | [ 40 ]     |

| Церемония               | Категория                                                 | Результат | Примечания |
| ----------------------- | --------------------------------------------------------- | --------- | ---------- |
| 61-я церемония «Грэмми» | Премия «Грэмми» за лучший танцевальный/электронный альбом | Номинация | [ 41 ]     |

## Список композиций
| №                   | Название                        | Автор(ы)                      | Длительность |
| ------------------- | ------------------------------- | ----------------------------- | ------------ |
| 1.                  | «It's Okay to Cry»              | Sophie                        | 3:51         |
| 2.                  | «Ponyboy»                       | Sophie                        | 3:15         |
| 3.                  | «Faceshopping»                  | Sophie Cecile Believe [англ.] | 3:57         |
| 4.                  | «Is It Cold in the Water?»      | Sophie Believe                | 3:32         |
| 5.                  | «Infatuation»                   | Sophie Believe                | 4:40         |
| 6.                  | «Not Okay»                      | Sophie                        | 1:49         |
| 7.                  | «Pretending»                    | Sophie                        | 5:53         |
| 8.                  | «Immaterial»                    | Sophie Believe                | 3:53         |
| 9.                  | «Whole New World/Pretend World» | Sophie Believe                | 9:08         |
| Общая длительность: | Общая длительность:             | Общая длительность:           | 39:55        |

## Участники записи
Музыка
- Sophie — главный вокал (1-3, 6 и 9), задний вокал, продюсирование и миксинг
- Cecile Believe[англ.] — главный вокал (2-5, 8 и 9) и бэк-вокал (1)
- Нуни Бао — бэк-вокал
- Banoffee — бэк-вокал (8)[42]
- Ник Харвуд — бэк-вокал
- Бенни Лонг — миксинг

Обложка
- Эрик Вренн — арт-директор
- Шарлотта Валес — фотография
- Джулия Вагнер — дизайнер сета
- Коко Кэмпбелл — дизайнер платья
- Эмили Шуберт — дизайнер платья
- B34 — дизайнер текстиля
- Ник Харвуд — креативный директор
- Sophie — креативный директор

## Чарты
| Чарт (2018—2021)                                | Высшая позиция |
| ----------------------------------------------- | -------------- |
| Новая Зеландия (RMNZ)                           | 6              |
| Великобритания (OCC)                            | 30             |
| Великобритания (UK Dance Albums Chart)          | 2              |
| Великобритания (OCC Independent Album Breakers) | 16             |
| США (Billboard Top Heatseekers Albums)          | 21             |
| США (Billboard Dance/Electronic Albums)         | 15             |

## История релиза
| Регион | Дата            | Формат            | Лейблы                                       | Примечания  |
| ------ | --------------- | ----------------- | -------------------------------------------- | ----------- |
| Мир    | 15 июня 2018    | Цифровая загрузка | Transgressive Future Classic [англ.] MSMSMSM | [ 8 ] [ 9 ] |
| Мир    | 21 декабря 2018 | 12"               | Transgressive Future Classic [англ.] MSMSMSM | [ 49 ]      |